# Sonchus arvensis
Sonchus arvensis, comumente chamada cerragem ou cardincha,  é uma espécie de planta herbácea do género Sonchus na família Asteraceae.

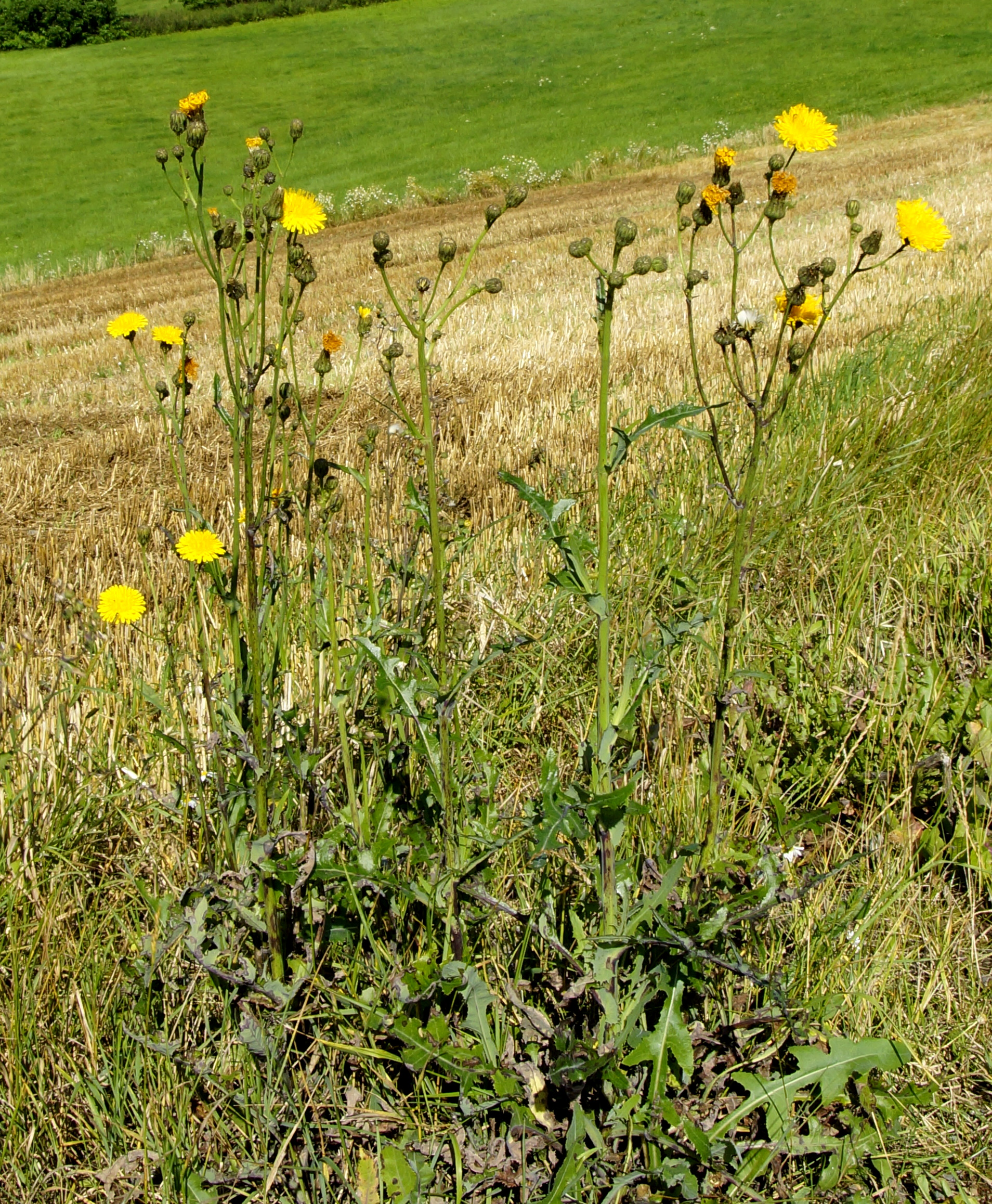
Vista geral

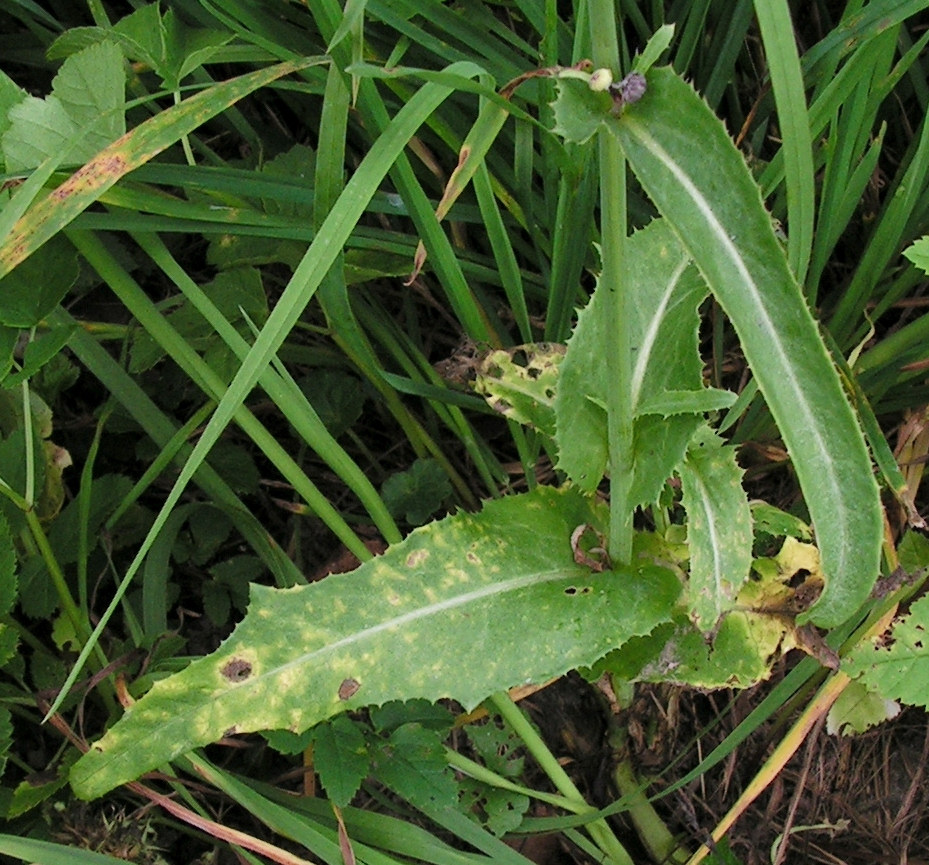
Folhas caulinares auriculadas

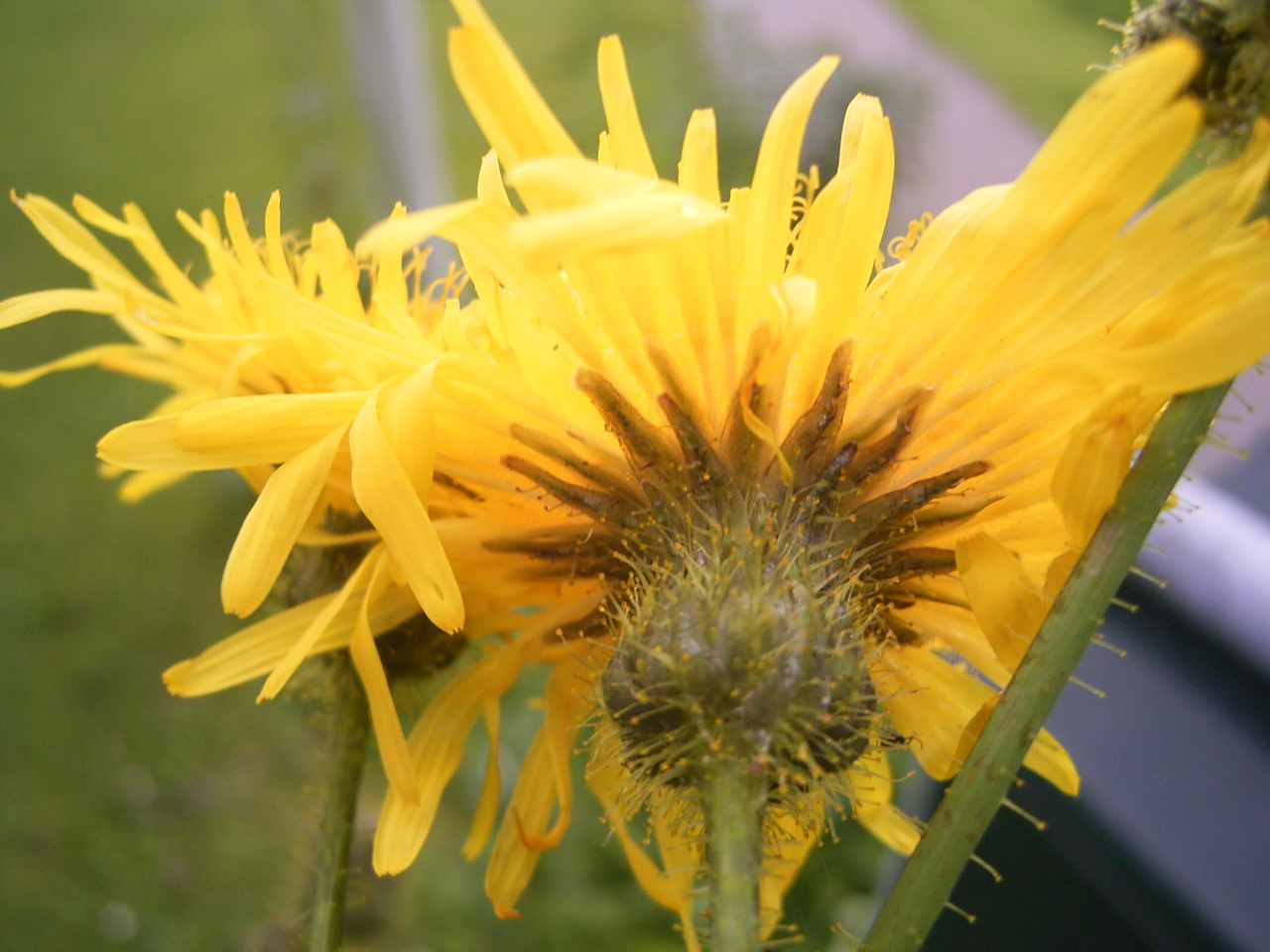
Detalhe do envolvo glanduloso

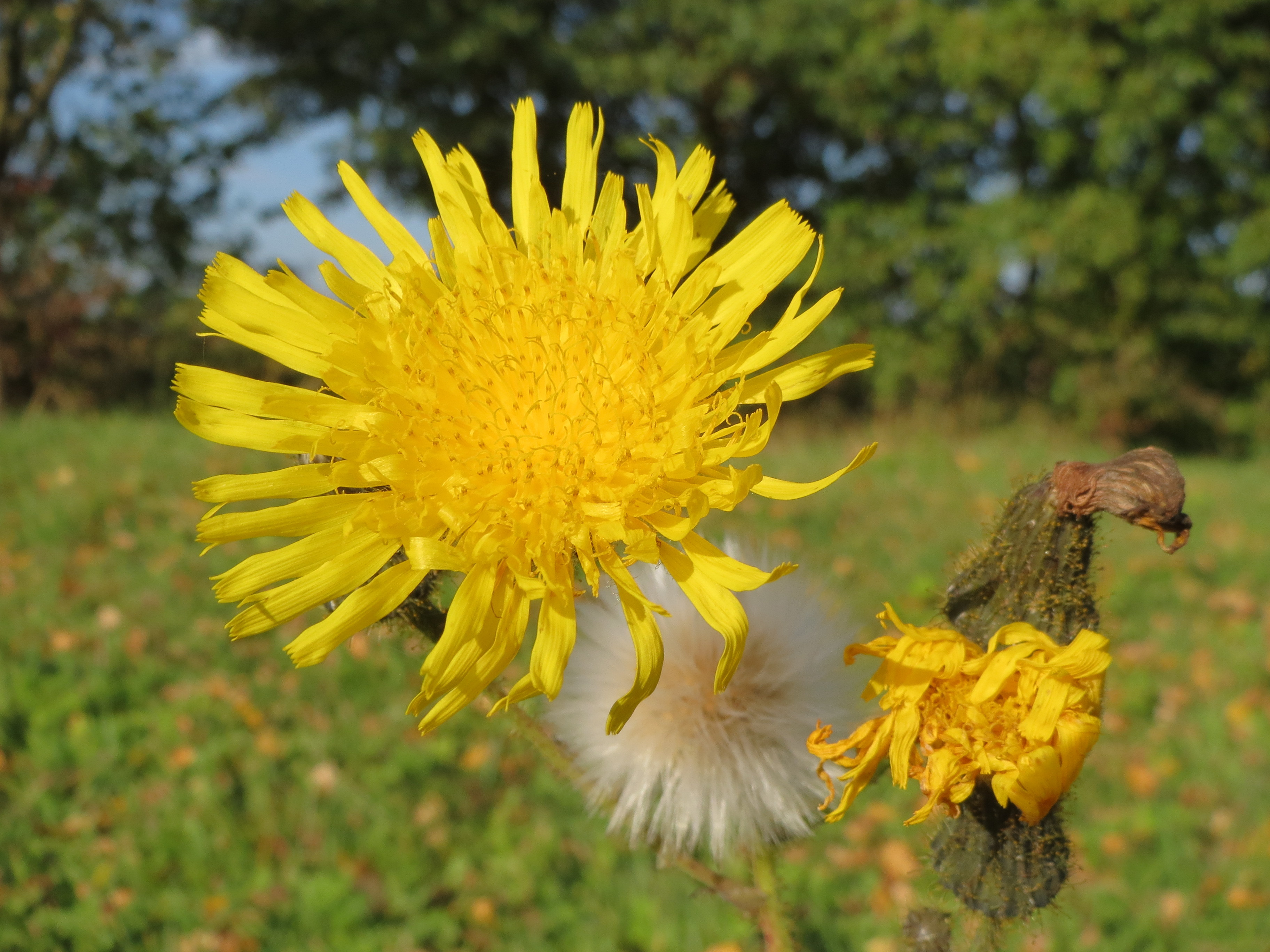
Capítulos em diversos estados de desenvolvimento

## Descrição
É uma planta herbácea perenne, rizomatosa ou estolonifera, que pode chegar a medir uns 2 m de altura com um talho robusto, eventualmente algo lenhoso. As folha basais são geralmente organizadas numa roseta basal e as caulinares são abraçadoras com aurículas agudas ou rondeadas, oblongas a lanceoladas, irregularmente lobuladas ou pinnatisectas com margens mais ou menos espeinosos, de até 40 cm de longo. Os capítulos, de uns 2,5-4,5 cm de diâmetro na anteses, têm os pedúnculos e as brácteas do envolvo habitualmente densamente peloso-glandulares (com as glándulas apicais de cor amarela). As ligulas  são de cor amarela brilhante a amarelo alaranjado. As cipselas são pardas, de contorno oblanceolado a elipsoide, de uns 2,5-3,5 mm de longo, finamente rugosas ou tuberculadas, com 4-8 costelas em cada lado. Estão coroadas por um papus de finos cabelos brancos de 8-15 mm de longo.

## Distribuição e habitat
É uma espécie nativa de zonas temperadas de Europa ocidental e central, introduzida nas Américas, Austrália e Nova Zelândia.

## Taxonomia
Sonchus arvensis foi descrito por Carlos Linneo e publicado em Species Plantarum, vol. 2, p. 793, 1753.
Etimologia
- Sonchus: latinização do grego σόγχος, que era o então nome de ditas plantas. Evocado em Plinio, o Velho em sua História Naturalis (22, 88).[4]
- arvensis: derivado do Latim arvum, -i, campo, cultivo, ou seja "de campo, de cultivo".[5]

Taxa infraespecíficas aceitados
- Sonchus arvensis subsp. humilis (N.i.orlova) Tzvelev
- Sonchus arvensis subsp. uliginosus (M.bieb.) Nyman
- Hieracium arvense (L.) Scop.
- Sonchoseris arvensis Fourr.
- Sonchoseris decora Fourr.
- Sonchus decorus Castagne
- Sonchus arvensis var. shumovichii B.boivin
- Sonchus arvensis var. tenggerensis Hochr.
- Sonchus exaltatus Wallr.
- Sonchus glandulosus Schur, nom. inval.
- Sonchus hantoniensis Sweet
- Sonchus hispidus Gilib., nom. inval.
- Sonchus humilis N.i.orlova
- Sonchus laevissimus Schur
- Sonchus nitidus Vill.
- Sonchus pratensis Schur, nom. inval.
- Sonchus repens Bubani, nom. illeg.
- Sonchus vulgaris Rouy
- Sonchus vulgaris subsp. arvensis (L.) Rouy

## Citologia
Número de cromosomas: 2n = 18, 36, 54.

## Nome comum
- Português cardincha (2), cardo mantequeiro, cerralha (3), cerralha rastreira, cerrajilha, chicoias, gardubeira, gardugueira, garduncha, hieracio, hieracio grande, hieracio maior, erva do sacre, lecherina, lechocino, lechuguilha, terrão, erva de gavilam, erva do sacre.